# Locomotiva ARST LDe
I locomotori LDe sono dei locomotori a scartamento ridotto e motore Diesel costruiti per alcune concessionarie della rete secondaria sarda negli anni cinquanta, oggi impiegati dall'ARST.
Il nome di questi rotabili è la sigla di Locomotiva Diesel elettrica, in quanto si tratta di mezzi in cui la propulsione è garantita da carrelli elettrici alimentati dalla corrente prodotta da motori termici.
Questi mezzi sono l'unico tipo di locomotiva attualmente utilizzato dall'ARST per i propri convogli composti da materiale ordinario.

## Storia
Al termine della seconda guerra mondiale la rete ferroviaria a scartamento ridotto della Sardegna era in gran parte percorsa da rotabili a trazione a vapore: ad eccezione di 10 automotrici diesel in funzione tra le linee delle Ferrovie Meridionali Sarde e quelle del centro dell'isola delle Ferrovie Complementari della Sardegna, si utilizzava materiale ordinario, trainato da locomotive a vapore. Queste ultime durante la guerra avevano patito la ridotta manutenzione e l'utilizzo in molti casi di carboni meno nobili se non di legna per alimentare le caldaie in assenza di combustibili. Per questo molti mezzi furono accantonati nell'immediato dopoguerra per l'usura, e altri furono sottoposti a manutenzioni che non ne migliorarono comunque le prestazioni.
Nel frattempo nel 1952 fu varato un piano di modernizzazione della rete secondaria sarda, che oltre a interventi su molte linee, prevedeva la conversione alla trazione diesel delle stesse. Fu così progettata una serie di locomotori a propulsione diesel-elettrica, da destinare alle linee FCS e SFS per i loro convogli passeggeri e merci (le FMS continuarono invece a utilizzare la trazione a vapore per i loro treni merci, mentre quelli passeggeri furono effettuati esclusivamente con materiale leggero). Fu così che i Locomotori Diesel Elettrici sardi, caratterizzati dalla monocabina centrale situata tra i due motori, entrarono in produzione nel 1959 negli stabilimenti del Tecnomasio Italiano Brown Boveri, con l'apporto della Breda per i motori e altre parti meccaniche. L'entrata in servizio dei primi esemplari avvenne nello stesso anno. Complessivamente furono costruiti 20 esemplari, di cui 15 per le FCS (LDe 600–612, 614 e 616) e 5 per le SFS (LDe 500–504) All'interno delle Complementari, che si erano strutturate ufficialmente in compartimenti sempre nel 1959, la suddivisione originaria fu di 8 mezzi per il compartimento di Cagliari e 7 per quello di Macomer. La livrea in origine era bruna con fascia rossa.
Nel corso degli anni questi mezzi sostituirono progressivamente, sino a soppiantarle completamente, le vecchie locomotive a vapore, sia al traino di convogli merci che di treni passeggeri o misti.
All'inizio degli anni ottanta tutti i motori degli LDe sono stati sostituiti con nuove unità Breda-Isotta Fraschini che hanno portato la potenza per rotabile da 470 a 514 kW. In quegli stessi anni le FCS hanno sostituito la livrea dei loro mezzi, differenziandola per compartimento: gli LDe (e le rispettive vetture) delle linee di Macomer sono passati a una livrea bianca con fascia azzurra, sullo stesso schema della precedente, mentre quelli facenti capo al compartimento di Cagliari-Monserrato hanno adottato una colorazione blu-celeste, con i frontali che riprendono il motivo a v della fascia. In seguito due unità vennero riverniciate con la storica livrea bruna. Altra modifica alle livree si ebbe con la fusione delle FCS con le SFS, che diede origine nel 1989 alle Ferrovie della Sardegna (dal 2008 ARST Gestione FdS): dalle fiancate dei locomotori sparirono le lettere metalliche con gli acronimi delle concessionarie ferroviarie, per lasciare posto al logo delle FdS. Nel corso degli anni infine dai mezzi ex SFS sono sparite le fasce rosse sulle fiancate, rimanendo solo alle due estremità della locomotiva. Nel 2010, con l'inglobamento dell'ARST Gestione FdS nell'ARST, a quest'ultima azienda è passata la gestione di questi e degli altri rotabili ex FdS.

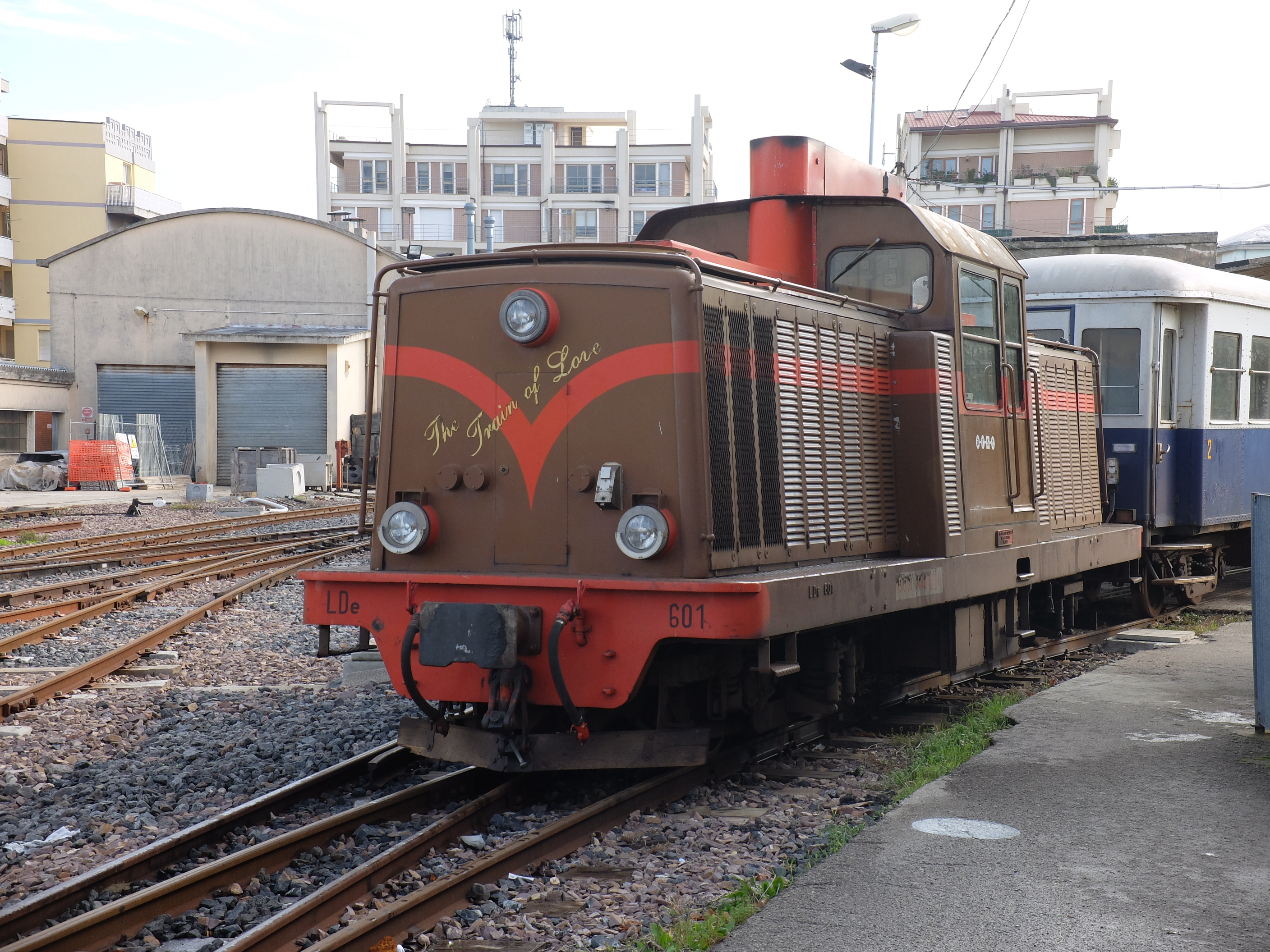
LDe 601 a Macomer in livrea originale
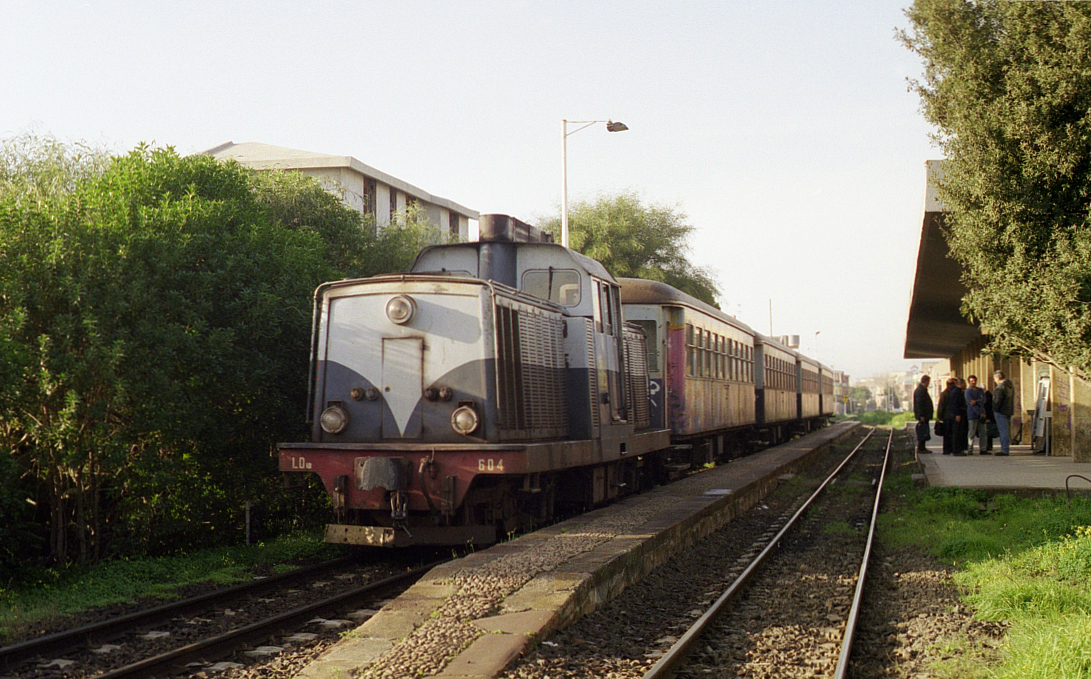
LDe 604 con vetture V2D a Monserrato, nella livrea di questa sede ferroviaria territoriale
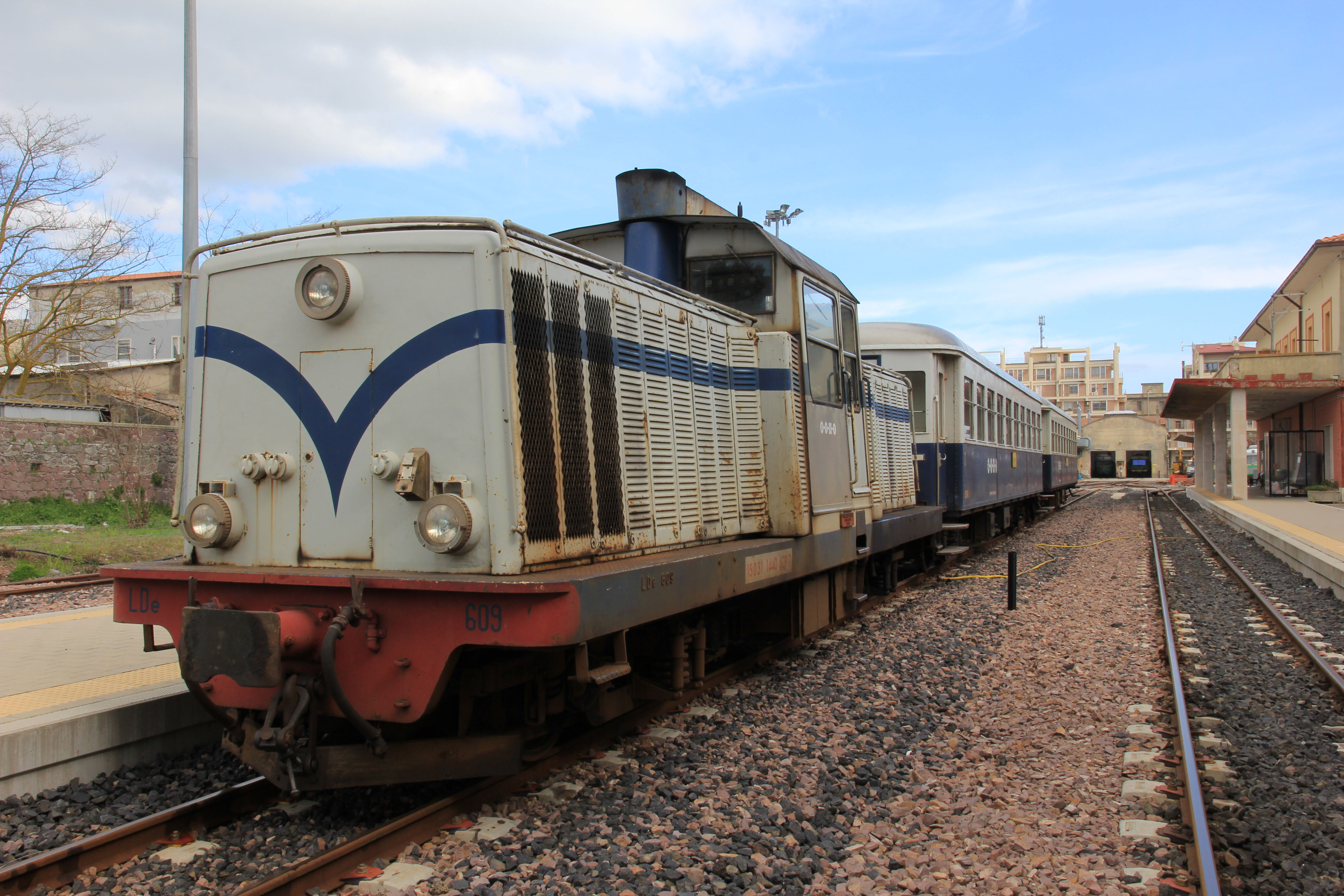
LDe 609 nella livrea della sede ferroviaria territoriale di Macomer, in sosta nella stazione ARST di quest'ultimo centro
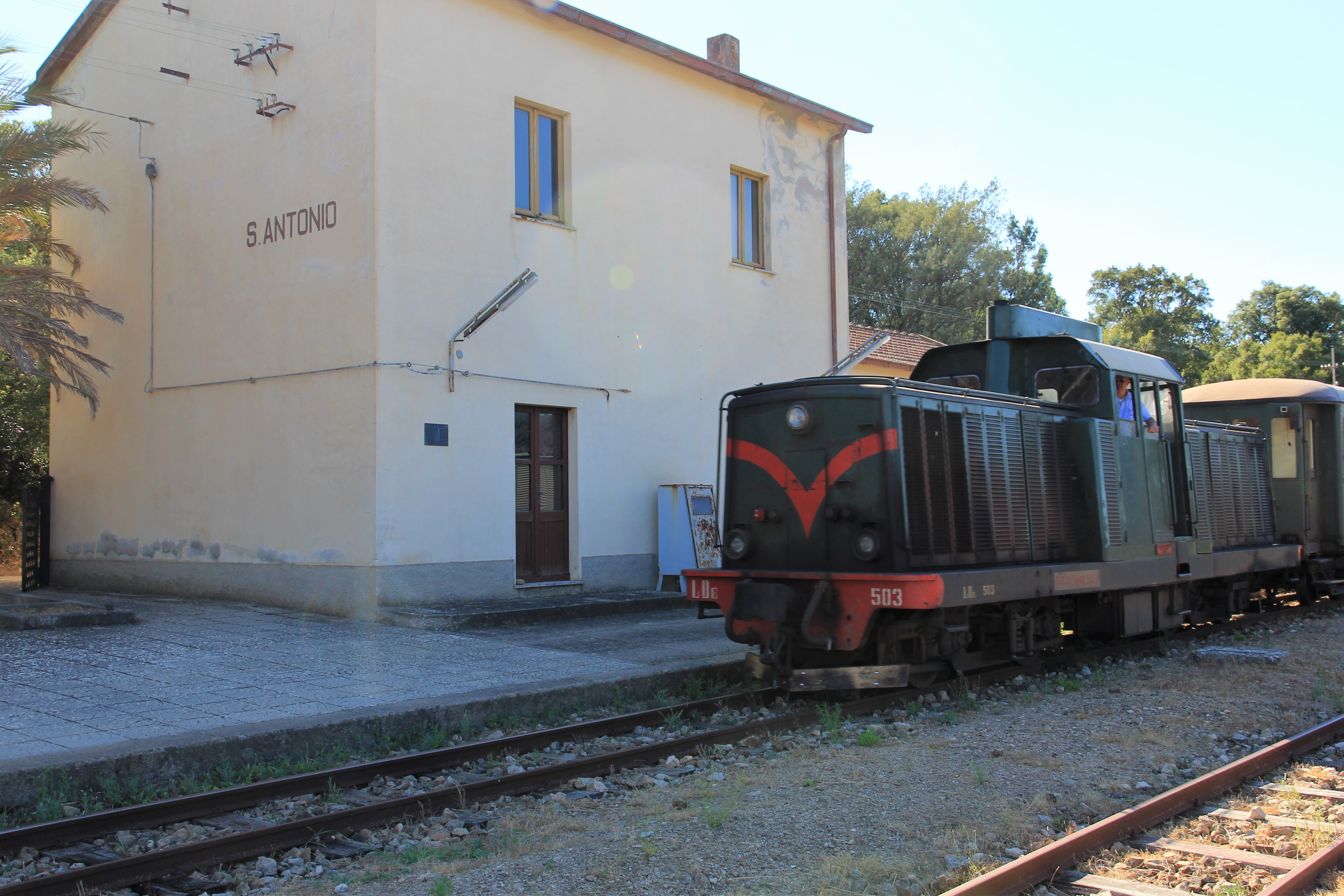
LDe 503 della fornitura SFS nella livrea usata nella rete ARST del nord Sardegna nella stazione di Sant'Antonio

Nonostante il mezzo secolo di servizio e l'accantonamento di alcune unità, gli LDe continuano a trainare i convogli passeggeri e turistici dell'ARST composti da materiale ordinario. Nel 2019 risultavano operativi sulle linee ARST 4 unità della serie 500 e 7 della serie 600 (di cui 4 assegnate alla sede ferroviaria territoriale di Monserrato e 2 a quella di Macomer).

## Tecnica
I locomotori LDe furono realizzati dal Tecnomasio Italiano Brown Boveri per quel che concerne la cassa e l'impiantistica, mentre il motore e alcune parti meccaniche sono di fabbricazione Breda Isotta Fraschini. Lo schema di rodiggio adottato fu il Bo'-Bo'.
Dal punto di vista estetico e della cassa questi locomotori si caratterizzano per l'unica cabina centrale, da cui è possibile comandare il mezzo in entrambi i sensi di marcia. La cabina è posta tra i due propulsori diesel, in controtendenza rispetto alla più abituale soluzione delle due cabine poste alle estremità del rotabile in uso nella maggior parte dei locomotori a trazione termica od elettrica in circolazione in Italia.
Sopra il tetto della cabina di guida confluiscono gli scarichi dei motori diesel. Originariamente ciascuno dei locomotori LDe fu spinto da 2 unità sovralimentate Breda D 26 F 6 V a 6 cilindri, capaci di sviluppare in accoppiamento alle generatrici una potenza di 235 kW cadauno, complessivamente quindi 470 kW per locomotore. La sovralimentazione veniva garantita da una turbosoffiante BBC VT 160 alimentata a gas di scarico. Tutte le unità furono sostituite in seguito dagli attuali Breda-Isotta Fraschini ID 36 S 6 V da 257 kW, sempre a 6 cilindri sovralimentati, che portarono la potenza a 514 kW per rotabile. Il rapporto di trasmissione adottato è di 1:5,87, e la velocità massima per cui gli LDe sono omologati è di 70 km/h. Sulla parte superiore di ognuno dei cofani motore è inoltre presente una ventola di raffreddamento per il relativo gruppo motore-generatore.
Il sistema di trasmissione è elettrico: ad ogni motore diesel è accoppiata una generatrice GCe506 della Brown Boveri, che trasmette poi la corrente ai motori elettrici presenti sui carrelli: questo sistema oltre a permettere di usufruire della maggiore elasticità di utilizzo tipica della trazione elettrica, garantisce in caso di necessità la marcia con un solo motore termico, asperità del tracciato e massa rimorchiata permettendo.

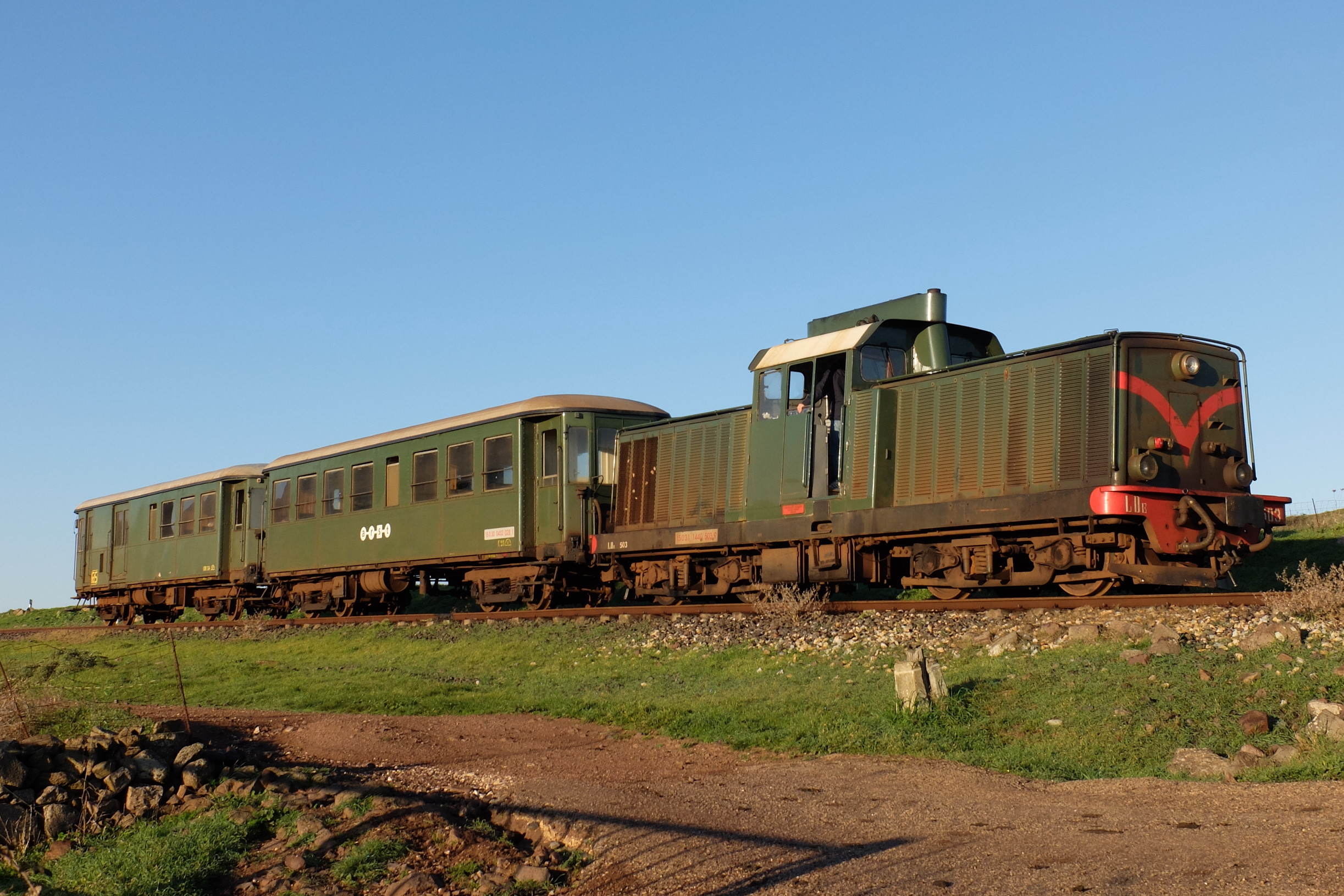
Carrozze Breda in livrea ARST ed FdS al seguito di un LDe lungo la Sassari-Tempio-Palau

Il sistema di frenata è l'unico particolare che differenzia la fornitura ex SFS e quella ex FCS: i mezzi impiegati nel sassarese adottano la frenatura a vuoto, mentre la serie 600 utilizza il sistema ad aria compressa Westinghouse.
Presenti su entrambi i musi del rotabile 3 fari, disposti a triangolo, oltre che i connettori per le vetture e i carri. Come tutti i rotabili delle ferrovie a scartamento ridotto sarde, il respingente è unico e posto in posizione centrale, per agevolare la percorrenza nelle curve più strette.
Per quel che riguarda i convogli passeggeri, questi rotabili attualmente vengono accoppiati a delle carrozze V2D revampizzate, acquisite dalla Circumvesuviana dalle allora FCS negli anni settanta, mentre nelle linee sassaresi gli LDe trainano delle vetture Breda, anch'esse sottoposte ad aggiornamenti rispetto alla configurazione originale. Gli LDe inoltre vengono spesso utilizzati per i convogli turistici del Trenino Verde, venendo talvolta accoppiati anche a carrozze d'epoca.

## Incidenti
L'LDe 602, una delle unità in servizio presso il compartimento di Macomer, il 15 giugno 2007 mentre era in testa a un treno speciale è stato coinvolto in uno scontro frontale con un treno passeggeri composto da un'automotrice ADe serie 90 lungo la linea Macomer-Nuoro, nel tratto compreso tra le stazioni di Bortigali e Birori. L'incidente, uno dei più gravi avvenuti sulla rete ferroviaria sarda in epoca recente, costò la vita a 3 persone (delle quali una era il conducente dell'ADe).